# 하와이섬
하와이섬(Island of Hawaiʻi)은 미국 하와이주를 이루고 있는 하와이 제도에서 가장 큰 섬이다. 빅아일랜드라고 불리기도 하며 태평양의 하와이 제도뿐 아니라 미국의 영토 중에서 가장 큰 섬이기도 하다. 이 제도의 섬들을 발견했다고 알려진 폴리네시아의 항해가 하와일로아(Hawai‘iloa)에서 유래한 이름이다.
섬의 면적은 10,458 km2, 주민 수는 200,629명(2020년)으로 하와이주에서 가장 큰 섬이지만, 인구는 적어 인구밀도가 낮은 편이다.

## 지도
| 사모아 제도자와보르네오필리핀발리티모르퍼스캔버라뉴질랜드하와이뉴기니이스터캐롤라인 제도피지뉴칼레도니아핏케언 제도class=notpageimage\| 태평양에서의 하와이섬의 위치 |

## 지리

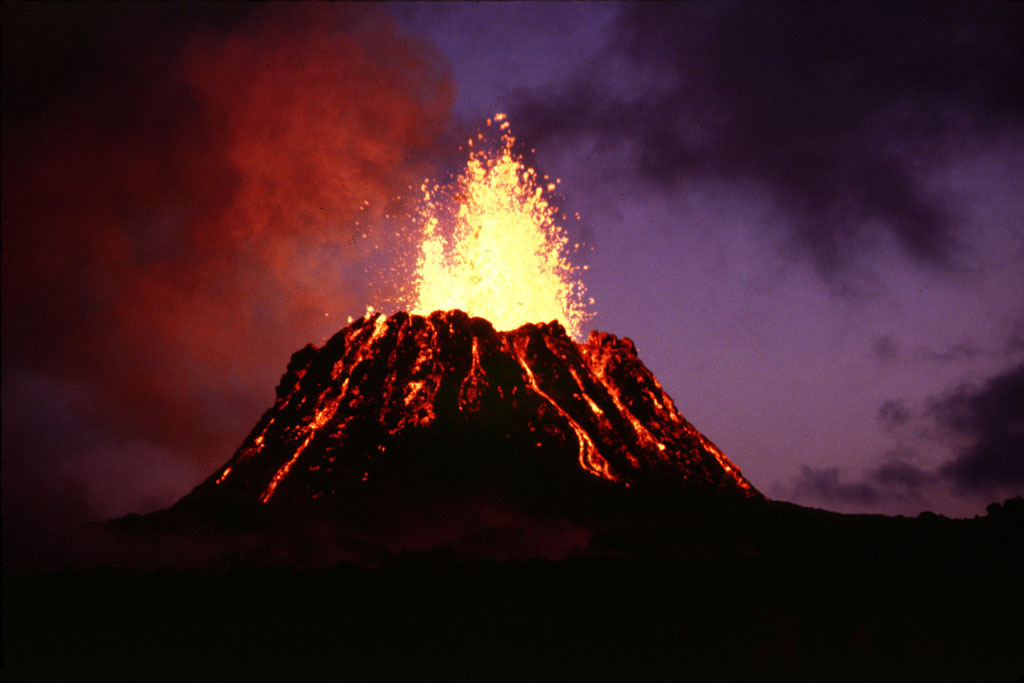
1983년의 킬라우에아산 분화

하와이섬은 다섯 차례의 화산 분화로 만들어졌다. 오래된 산부터 차례대로 코할라산(사화산), 마우나케아산(휴화산), 후알랄라이산(휴화산), 마우나로아산(활화산), 킬라우에아산(활화산)이다.
가장 높은 곳은 해발 4,208m의 마우나케아산이다. 마우나로아산과 킬라우에아산이 아직도 활동을 계속하고 있어서 섬의 면적은 계속 넓어지고 있다.

## 기후
하와이 섬은 고지대를 제외하면 전지역이 열대 기후 지대에 속하나, 마우나케아산 등의 줄지어 있는 높은 산을 사이에 둔 지역 간의 기후차가 매우 크다. 섬의 동북부 지역은 동북쪽에서 불어오는 무역풍의 바람받이에 해당되어 강수량이 매우 많아, 힐로의 연평균 강수량은 3,000mm 이상이나 되어 미국에서 비가 가장 많은 곳에 속한다. 반면 섬의 서남부 지역은 바람그늘에 해당되어 상대적으로 건조하며, 국지적으로 연평균 강수량이 500mm도 채 되지 않아 건조 기후에 가까운 곳도 있다. 기온은 동절기(11월~4월)에는 기온이 약간 떨어지나 평균기온 20도 이상으로 따듯하고, 하절기(5월~10월)는 무더우나 미국 내륙 지역에 비하면 기온이 오히려 낮은 편이며 무역풍이 불어 비교적 견디기 쉽다.

## 역사
하와이 섬은 원래 이 섬을 처음 발견한 폴라네시안의 전설적인 항해가 "하와이로아"의 이름을 따서 "하와이로아"라고 불렀다고 한다. 이후 하와이 제도를 발견한 유럽에서 온 제임스 쿡 선장은 하와이 제도를 "샌드위치 아일랜드"라고 불렀으며 빅아일랜드의 케알라케쿠아 베이에서 전사한 것으로 알려져 있다. 하와이 섬은 훗날 카메하메하 1세로 알려진 파이에아 카메하메하의 고향과도 같은 섬이기도 했으며 카메하메하 1세는 7여년의 전쟁 끝에 1795년 하와이 제도를 통일시켰다.